# Gampsocera numerata
Gampsocera numerata är en tvåvingeart som först beskrevs av Ernst Wilhelm Heeger 1858.  Gampsocera numerata ingår i släktet Gampsocera och familjen fritflugor. Arten är reproducerande i Sverige. Inga underarter finns listade i Catalogue of Life.